# Доминирующее меньшинство
Доминирующее меньшинство (также иностранная элита) — расовое, религиозное и/или этноязыковое меньшинство, сосредоточившее в своих руках непропорционально большое, а иногда и подавляющее политическое, экономическое или культурное господство в стране или области, несмотря на небольшую абсолютную и/или относительную численность. Появление этнически очерченных властных элит наиболее характерно для эпохи колониализма как следствие колониального менталитета, хотя сам феномен доминирующего меньшинства в большей или меньшей степени наблюдался и наблюдается во все времена существования человечества.

## История
Правительства белого меньшинства получили известность в южных американских штатах в XIX веке, в ЮАР и Родезии в XX веке. В данных ситуациях власть белого меньшинства поддерживалась ярко выраженной юридической и бытовой сегрегацией (апартеид), экономическим принуждением, экспроприацией земли и засильем полиции, регулирующей миграционные потоки. В ряде стран Латинской Америки, в португальских колониальных территориях Африки европейцы также сформировали элиту, но в основном посредством относительно мягкой культурной ассимиляции и метисации.

## Примеры
- Белые люди в Южно-Африканской Республике, численность которых никогда не превышала 22%[1], но которые контролировали все аспекты жизни общества до отмены апартеида (1994)
- Белые в Намибии, которая была составной частью ЮАР в 1915—1990 годах
- Англоафриканцы Родезии, как в период колонии, так и после обретения независимости, будучи малочисленным меньшинством (4.48% населения по данным на 1969 год), доминировали вплоть до поражения в гражданской войне (1979)[2]
- Франкоалжирцы, численность которых никогда не превышала 15% населения, но которые контролировали все аспекты жизни алжирского общества до Эвианских соглашений (1962)
- Финские шведы до принятия Конституции (1918), а во многом и после (шведский язык — второй государственный, на Аландских островах — единственный; обязательный шведский во всех школах страны)
- Либерийцы в Либерии, потомки афроамериканцев, переселившиеся на западный берег Африки при поддержке США в XIX веке
- Балтийские немцы в Прибалтике до репатриации (1939—1941), где по данным на 1913 год только немецкие дворяне (не считая немецких простолюдинов) владели 48,1 % пахотной земли[3]
- Алавиты в Сирийской Арабской Республике (с 1970 года), которых вместе с другими шиитами, по данным на 2015 год, не более 13%[4]
- Британцы и англо-бирманцы в Бирме до японской оккупации (1942)
- Британцы и англо-индийцы в Индии до обретения независимости (1947)